# Sapromyza binotata
Sapromyza binotata är en tvåvingeart som beskrevs av Macquart 1835. Sapromyza binotata ingår i släktet Sapromyza och familjen lövflugor.
Artens utbredningsområde är Frankrike. Inga underarter finns listade i Catalogue of Life.